# Vuolejaure, Lappland
Vuolejaure är en sjö i Sorsele kommun i Lappland och ingår i Umeälvens huvudavrinningsområde. Sjön har en area på 1,65 kvadratkilometer och ligger 662,2 meter över havet. Vuolejaure ligger i Vindelfjällen Natura 2000-område. Sjön avvattnas av vattendraget Vuolejaurbäcken.

## Delavrinningsområde
Vuolejaure ingår i det delavrinningsområde (729475-151177) som SMHI kallar för Utloppet av Vuolejaure. Medelhöjden är 719 meter över havet och ytan är 10,88 kvadratkilometer. Räknas de 2 avrinningsområdena uppströms in blir den ackumulerade arean 19,95 kvadratkilometer. Vuolejaurbäcken som avvattnar avrinningsområdet har biflödesordning 3, vilket innebär att vattnet flödar genom totalt 3 vattendrag innan det når havet efter 362 kilometer. Avrinningsområdet består mestadels av skog (77 procent). Avrinningsområdet har 1,74 kvadratkilometer vattenytor vilket ger det en sjöprocent på 16 procent.